# Philipp Hafner
Philipp Hafner, noto anche con gli pseudonimi di K. Fiedelbogen, J. Wustio, Phakipinpler (Vienna, 1735 – 1764), è stato un commediografo austriaco.

## Biografia
Esponente della Commedia dell'arte, fu noto anche per i suoi scritti di critica e per il suo impegno di rinnovare il teatro viennese, fino a quel momento incentrato sulla farsa magica interpretata da attori non professionisti. 
Tra le commedie si ricorda in particolare la Mägera, die förchterliche Hexe (Megera, la terribile strega) del 1763, che era ancora aderente alle farse magiche. Inoltre scrisse parodie della fiaba teatrale tardo-barocca e altre commedie di costume contemporaneo, quali Die bürgerliche Dame (la dama borghese, 1763).
Anticipatore dei suoi connazionali Ferdinand Raimund e Johann Nestroy, a causa della prematura scomparsa non ha potuto manifestare tutto il suo talento.